# Lac Stevens
Lac Stevens är en sjö i Kanada.   Den ligger i regionen Lanaudière och provinsen Québec, i den sydöstra delen av landet, 180 km nordost om huvudstaden Ottawa. Lac Stevens ligger 249 meter över havet. Den ligger vid sjön Lac Cloutier.
I omgivningarna runt Lac Stevens växer i huvudsak blandskog. Runt Lac Stevens är det ganska glesbefolkat, med 29 invånare per kvadratkilometer.